# Santotomasia wardiana
Santotomasia wardiana är en orkidéart som beskrevs av Paul Ormerod. Santotomasia wardiana ingår i släktet Santotomasia och familjen orkidéer. Inga underarter finns listade i Catalogue of Life.